# 西咸新区
西咸新区位于陕西省西安、咸阳两市之间，是一个正在建设中的国家级新区，属于中华人民共和国国务院批准建设的“关中－天水经济区”的一部分，亦是《十二五规划》重点建设的新区，目前由西安市代管。

## 发展历史
- 2002年，陕西省首次提出“西咸一体化”建设构想。
- 2009年6月25日，在国务院批复颁布的《关中—天水经济区发展规划》中，提出加快推进“西咸一体化建设”。
- 2010年12月21日，在国务院印发的《全国主体功能区规划》中，正式提出西咸新区的建设构想。
- 2011年5月31日，陕西省人民政府宣布设立“西咸新区开发建设管理委员会”；副省长江泽林兼任管委会主任。
- 2011年6月13日，陕西省政府在国务院新闻办召开新闻发布会，发布《西咸新区总体规划》。
- 2012年2月21日，国务院正式确立，将西咸新区列入重点建设的城市新区。
- 2014年1月10日，国务院正式批复，同意设立陕西西咸新区。
- 2017年1月21日，陕西省委召开常委会议，讨论陕西省委、省政府关于促进西咸新区进一步加快发展的《意见》，决定将西咸新区全权交由西安市代管。
- 2017年1月22日，将西咸新区范围内的西安市长安区马王街道、户县大王镇，咸阳市渭城区北杜镇、底张街道、周陵街道、渭城街道、窑店街道、正阳街道，秦都区钓台街道、沣东街道、双照街道，兴平市南位镇，泾阳县泾干镇、崇文镇、太平镇、高庄镇、永乐镇的经济建设和部分社会事务职能交给西安市管理，户籍上也与西安同城。[2]
- 2017年4月，西咸新区成为中国（陕西）自由贸易试验区的一部分[3]。
- 2017年8月，西咸新区公安局成立，为陕西省公安厅派出机关，下设沣东、秦汉、空港、沣西、泾河5个新城公安分局。[4]

## 地理位置
西咸新区位于中国大陆中心位置；中华人民共和国大地原点（亦称为“大地基准点”，坐标：东经108°55，北纬34°32）位于新区内泾阳县永乐镇，是中国的地理中心。
新区东距西安市中心10公里，西距咸阳市中心3公里；规划范围，西起茂陵及涝河入渭河河口，东至包茂高速，北至规划中的西咸环线，南至京昆高速；总面积882平方千米，其中规划建设用地272平方千米。新区内有渭河、泾河、沣河三条河流流经，水系丰富。

## 总体规划
西咸新区建设划涉及西安、咸阳两市的7个县（区），23个乡镇（街办）；是建设中的关中-天水经济区的核心区的组成部分，包括空港新城、沣东新城、秦汉新城、沣西新城、泾河新城五个组团。
- 空港新城

规划范围141平方公里。以临空产业为主，重点发展空港物流、飞机维修、国际商贸、现代服务业等产业。
- 沣东新城

规划范围161平方公里，其中遗址保护区面积13.3平方公里。以高新技术为主，重点发展高新技术研发、体育、会展商务、文化旅游等产业。
- 秦汉新城

规划范围291平方公里，其中遗址保护区面积104平方公里。以生态、文化和商业为主，重点发展秦汉历史文化旅游、金融商贸、总部经济、都市农业等产业。
- 沣西新城

规划范围143平方公里，其中遗址保护区面积8.6平方公里。重点发展信息技术、新材料、物联网、生物医药等战略性新兴产业，以及行政商务、都市农业等产业。
- 泾河新城

规划范围146平方公里。重点发展节能环保、高端制造业、测绘、新能源等产业。

## 资料来源
- 《西咸新区规划建设方案》（陕政发〔2009〕73号文件附本）
- 《西咸新区总体规划》